# Georg Matern (Maler)
Georg Matern (* 25. Juni 1921 in Preußisch Eylau; † 3. Dezember 2005 in Barsinghausen) war ein deutscher Maler der modernen Kunst.

## Leben
Matern wurde als Sohn eines Landwirts in Ostpreußen geboren, wo er mit zwei Brüdern und seiner Schwester aufwuchs. Am Gymnasium interessierte er sich neben dem Kunstunterricht auch besonders für Sprachen. Nach dem Schulabschluss begann er 1938 seine Ausbildung bei der Kali Chemie AG in Berlin. Er war Mitglied in der Bekennenden Kirche.
Matern nahm am Zweiten Weltkrieg teil und kam, nach der Entlassung aus britischer Kriegsgefangenschaft, als Erntehelfer nach Höxter in Niedersachsen. Sein Vater starb 1947 in einem dänischen Flüchtlingslager. Schließlich fand Matern seine vorübergehend verschollene Mutter und seine Schwester und holte sie in den Westen. In Sehnde fand er erneut Anstellung bei der inzwischen dorthin umgezogenen Kali Chemie AG.
Fortan widmete er sich der Malerei, zog 1952 gemeinsam mit Schwester und Mutter († 1962) nach Hannover und führte dort einen regen Austausch mit Professoren des Fachbereichs Bildende Kunst der Fachhochschule, so auch mit Kurt Sohns, Hans Meyboden und Günter Krause-Görlitz. Matern reiste 1953 erstmals nach Italien. Dieser und die folgenden Aufenthalte in Italien waren seine Inspirationsquelle. Erste Ausstellungen seiner Werke fanden 1958 und 1968 im Künstlerhaus des Kunstvereins Hannover statt.
1963 ließ er sich in Barsinghausen nieder und war in der Hauptverwaltung der Kali Chemie AG bis zu seiner Pensionierung im Jahr 1979 tätig.
Die erste italienische Ausstellung in Mailand unter dem Titel „Georg Matern - Un maestro tedesco“ (Georg Matern – Ein deutscher Meister) im Oktober 2005 fand großes Echo in Kunstkreisen und wurde von Georg Matern trotz abnehmender physischer Kräfte mit Dankbarkeit und Genugtuung empfunden. Bis zu seinem Tod am 3. Dezember 2005 nahm er regen Anteil an der internationalen Kunstszene.

## Ausstellungen
- 2006: Barsinghausen, November/Dezember
- 2007: Venedig, März/April und Dezember
- 2007: Rom, Oktober
- 2008: Mailand

## Auszeichnungen
- 2010: Benennung des Georg-Matern-Weges im Wohnquartier Neue Bergwiese, Barsinghausen[1]

## Ausgewählte Werke
- Natura morta con bottiglia, 1958
- Panorama Vernazza / Cinque Terre, 1962
- Le donne dei pescatori nella Prussia Orientale, 1965
- Impressione in rossi, 1977
- Il Ponte, 1977
- Natura morta con limone e uva, 1981
- Temporale cielo Forio / Ischia, 1988

- Aussicht auf einen Deisterort, 1984
- November Barsinghausen-Egestorf, 1978
- Gehöft am Deister, 1989
- Frühlingsfest in Hannover, 1993